# Râle de Mayr
Rallicula mayri
Espèce
Statut de conservation UICN

LC : Préoccupation mineure
Le Râle de Mayr (Rallicula mayri) est une espèce d'oiseaux de la famille des Rallidae.

## Répartition
Cet oiseau vit à travers le Nord de la Nouvelle-Guinée.